# Carl Jacob Jucker
Carl Jacob Jucker (* 22. August 1902 in Zürich; † 7. Januar 1997 in Schaffhausen) war ein Schweizer Silberschmied und Industriedesigner.

## Leben

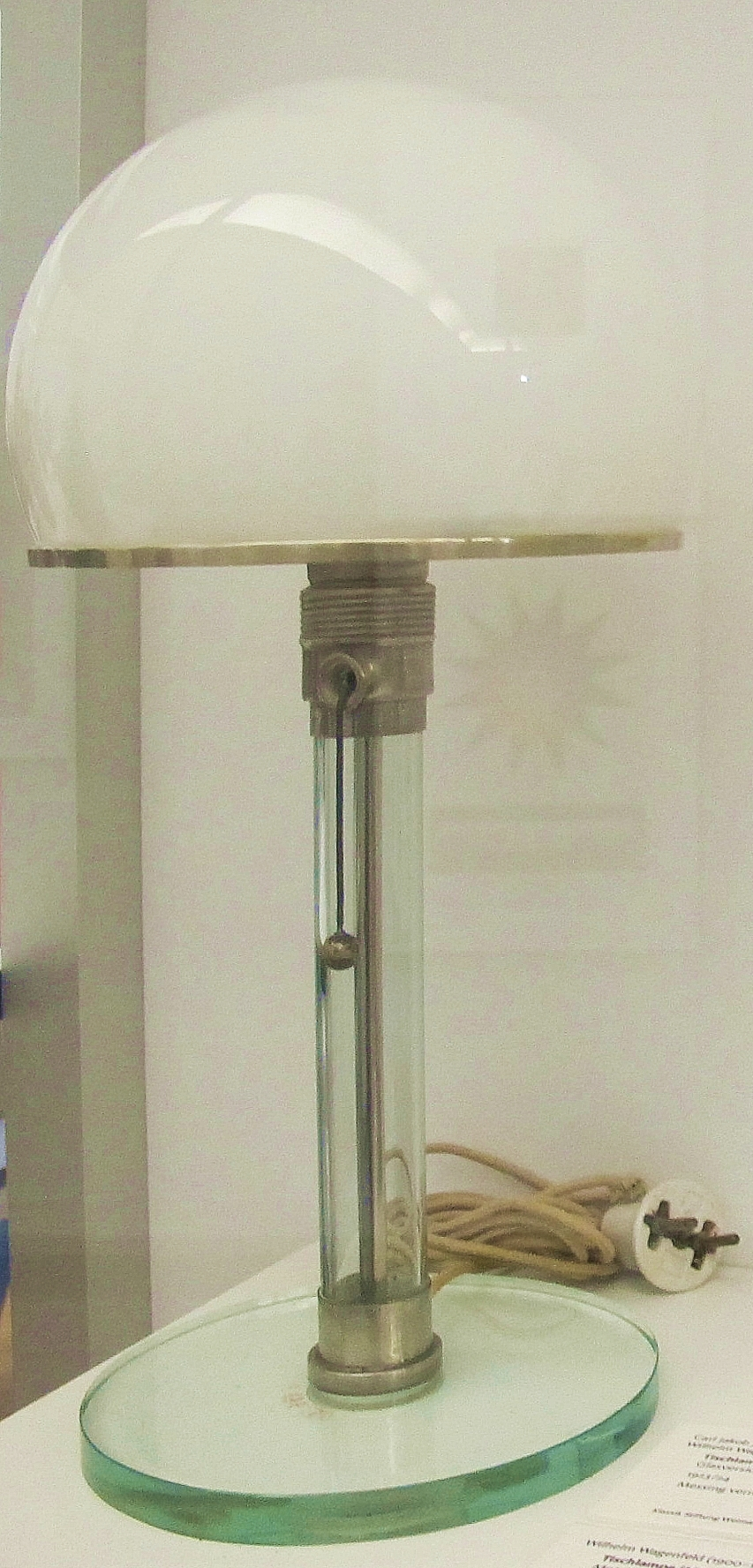
Tischlampe von Carl Jacob Jucker und Wilhelm Wagenfeld, 1923

Nach seinem Abschluss der vierjährigen Silberschmiedlehre an der Kunstgewerbeschule in Zürich 1922, ging er als Schüler an das Bauhaus nach Weimar. Er absolvierte 1922 den Vorkurs bei Georg Muche und begann anschliessend eine Ausbildung in der Metallwerkstatt. Hier traf er mit Wilhelm Wagenfeld zusammen, mit dem er gemeinsam 1923 die Glasvariante der Bauhaus-Leuchte entwickelte. Er verliess das Bauhaus bereits 1923 und arbeitete anschliessend in der Schweizer Silberwarenfabrik Jezler in Schaffhausen, wo er fünf Jahrzehnte insbesondere Besteckkollektionen designte. Er entwarf die Besteckserien Windsor und La Reine. Später arbeitete Jucker als Gewerbelehrer in Zürich und in Schaffhausen. In Schaffhausen war er in den 1940er-Jahren Vizepräsident des Kunstvereins.

## Arbeit am Bauhaus
Nach dem Vorkurs bei Georg Muche wechselte Jucker in die Metallwerkstatt, die von Christian Dell als Werkmeister und László Moholy-Nagy als Formmeister geleitet wurde. Der Unterricht bei Dell inspirierte ihn zu seinen ersten Leuchtenentwürfen, die er für das Weimarer Musterhaus Am Horn entwarf. Er verwendete bei seinen Entwürfen bevorzugt technische Materialien, wie Glas und Metall, verspiegelte Glühlampen und Reflektoren. In seinem ersten Jahr in der Metallwerkstatt arbeitete er an Prototypen einer geometrisch einfachen und funktionalen Tischlampe, die Wilhelm Wagenfeld 1924 mit mäßiger Resonanz auf der Leipziger Messe zu einem Verkaufspreis von 18 Mark vorstellte.
Funktionale Elemente, wie die Stromzuführung wurden von Juckers in die Gestaltung einbezogen. So führte er das Stromkabel sichtbar durch einen Lampenschaft aus Glas. Die Lampe besteht aus den für das Bauhaus charakteristischen geometrischen Elementen: kreisförmige Grundplatte, zylinderförmiger Lampenschaft, Zugschalter mit einer Metallkugel und einem Lampenschirm aus Opalglas oder aus Jenaer Glas in Form einer 5/8-Kugel. Jucker gilt als einer der ersten Bauhaus-Studenten, die Tischleuchten aus Glas entworfen haben.

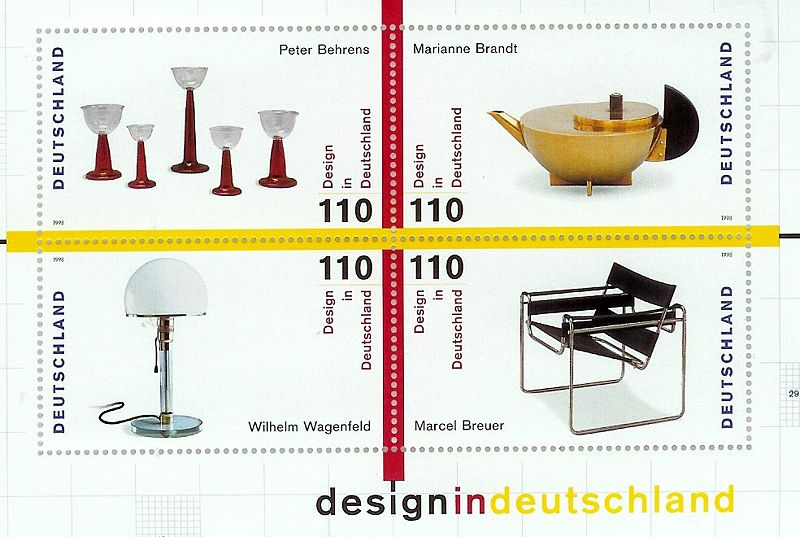
Briefmarkenblock der Deutschen Bundespost (1998) mit der Bauhauslampe WG24 (als Urheber wird hier alleinig Wagenfeld genannt)

Im Gegensatz zu Juckers Tischlampe zeichnete sich der Entwurf von Wilhelm Wagenfeld durch die Verwendung von vernickeltem Metall zur Gestaltung vom Leuchtenfuss und -schaft aus. 1927 ging die Leuchte in Serienproduktion und gilt als eine der Stilikonen des Bauhauses, die gegenwärtig von der Bremer Firma Tecnolumen als Repliken in beiden Materialausführungen hergestellt wird. Die künstlerische Urheberschaft der Bauhaus-Leuchte ist aufgrund des Fehlens von Dokumenten bis heute umstritten. Für die Variante mit dem Glasschaft werden in der neueren Literatur Jucker und Wagenfeld angegeben, wobei Juckers Anteil die Entwicklung des Glasfuss, des Lampenschaftes sowie der sichtbaren Gewinde umfasst, während Wagenfeld die Glaskuppel, deren Halterung sowie das Metallrohr im Glasschaft entwarf. Der Lampenfuss mit dem Glasschaft wurde auch noch für andere Lampenentwürfe Wagenfelds verwendet.
Im Jahr 1967 überarbeitete Jucker für eine Replik der italienischen Firma Imago dp die Leuchte noch einmal grundlegend, insbesondere im Bereich der Gewinde. Dieselbe Firma stellte eine weitere, schwenkbare Tischlampe sowie ein Set aus einer Tisch- und Stehlampe von Jucker aus dem Jahr 1923 her.
Verschollen gilt die von Jucker 1923 entworfene, ausziehbare elektrische Wandlampe, über die Moholy-Nagy urteilte:

„..einem Dinosaurier ähnlicher als einem Gebrauchsgegenstand.“

Das Berliner Bauhaus-Archiv besitzt von Jucker einen kleinen Samowar, den er 1922 (?) anfertigte.
Darüber hinaus beschäftigte sich Karl Jacob Jucker während seiner kurzen Zeit am Bauhaus als gelernter Silberschmied mit der Entwicklung von Stahlrohrmöbeln, die Marcel Breuer später zur Serienreife führte.